# Алламурадов, Бури Алламурадович
Бури Алламурадович Алламурадов (узб. Boʻri Allamurodovich Allamurodov; 10 июля 1947, к. Кафрун, Байсунский район, Сурхандарьинская область, Узбекская ССР, СССР — 29 января 2018, Узбекистан) — советский и узбекский хозяйственный, государственный и партийный деятель.

## Биография
Родился в 1947 году в кишлаке Кафрун. Член КПСС с 1972 года.
С 1962 года — на хозяйственной, общественной и политической работе. В 1962—2000 гг. — бригадир в совхозе «Янгиабад» Шерабадского района Сурхандарьинской области, военнослужащий Советской армии, инструктор, заведующий отделом Сурхандарьинского обкома, ответорганизатор, заместитель заведующего отделом ЦК ЛКСМ Узбекистана, первый секретарь Сурхандарьинского обкома ЛКСМУ, заведующий отделом Сурхандарьинского обкома Компартии Узбекистана, заместитель заведующего отделом ЦК КПУ, первый секретарь ЦК ЛКСМ Узбекистана, второй секретарь Сырдарьинского обкома Компартии Узбекистана, первый секретарь Наманганского обкома КП Узбекистана, председатель Наманганского облсовета, председатель Узбекского республиканского совета профсоюзов, председатель Совета Федерации профсоюзов Узбекистана.
Избирался народным депутатом СССР.
Умер в 2018 году.